# Nuevo Espacio de Participación del Chaco
El Nuevo Espacio de Participación del Chaco, también conocido por su acrónimo NE-Par o NePar, es un partido político de la República Argentina, creado en la Provincia del Chaco y con injerencia a nivel provincial. El mismo se fundó en el año 2011, como una escisión de la Unión Cívica Radical y fue creado por el exdirigente radical Juan José Bergia, que en ese entonces ejercía el cargo de Presidente de la Cámara de Diputados de la Provincia del Chaco.
Este partido de extracción radical había nacido bajo el nombre de Movimiento de Participación como producto de un enfrentamiento entre el mencionado Bergia, y el máximo referente político de la UCR en el Chaco, Angel Rozas. Este conflicto tuvo su inicio en el año 2009, luego de la elección de las autoridades de la Legislatura Chaqueña, siendo elegido Bergia pero con el acompañamiento de los representantes del Partido Justicialista. Este hecho no fue bien visto por la máxima autoridad de la UCR Chaqueña, que decidió en un polémico fallo, expulsar a Bergia del radicalismo, sin darle derecho a defensa. En respuesta a ello, Bergia creó esta agrupación manteniendo la ideología radical, pero diferenciándose definitivamente del partido manejado por Angel Rozas.
En las últimas elecciones el NE-Par hizo su primera aparición como partido político, integrando la alianza oficialista Chaco merece Más que impulsara la candidatura a gobernador de Jorge Capitanich. En estas elecciones, el NE-Par conseguiría acceder a una banca representado por su propio presidente Juan José Bergia, quien además conseguiría así su reelección en el cargo.

## Historia
En el año 2009 y tras una reñida elección en la Provincia del Chaco, la Unión Cívica Radical, a través de su alianza Frente de Todos, perdía por primera vez luego de 14 años consecutivos, su mayoría dentro de la Cámara de Diputados, único órgano legislativo de esta provincia. Ese año, de 16 escaños que debían renovarse, la UCR solo pudo retener 7 de 9 que ponía en juego, mientras que el Partido Justicialista, a través del Frente Chaco Merece Más, retuvo sus siete bancas y en consecuencia sumó dos más. Sumado a los resultados obtenidos en el año 2007 (9 escaños para la UCR y 7 para el PJ), la Cámara iba a experimentar un caso de empate en bancas, dividiéndose 16 para cada bancada.
Esta situación comenzó a generar cierta preocupación por como se encararía la elección de las autoridades del Poder, ya que entre ambos frentes no existía ninguna clase de entendimiento. Mientras los radicales pretendían perpetuarse en la Presidencia, el peronismo reclamaba la misma obedeciendo a la necesidad de contar con un Presidente de Diputados del mismo signo político al del Gobernador. Fue así que a pesar de los vanos intentos por parte del entonces Gobernador del Chaco Jorge Capitanich y del referente radical Angel Rozas por llegar a un entendimiento, el radicalismo decidió fijar su postura de mantener la presidencia de la Cámara. Para ello, la Convención Provincial de la UCR, emitió un comunicado en el cual se expresaba claramente que la bancada de la Alianza Frente de Todos, votaría a un legislador de signo radical para ejercer el conflictivo cargo. Sin embargo, en dicho documento no figuraba específicamente a que legislador se elegiría.
De esta forma, hizo su entrada en escena el diputado radical Juan José Bergia, quién comandaba en ese entonces la línea interna de la UCR conocida como Movimiento de Participación, Lista Naranja, opositora interna de la línea Convergencia Social, Lista Azul, capitaneada por Ángel Rozas. Este legislador, hizo públicas sus aspiraciones para poder acceder a la Presidencia, indicando que propondría su candidatura a la Presidencia de la Cámara, cumpliendo de esa forma con el documento emitido por la Alianza Frente de Todos de votar a un legislador radical. Sin embargo, esta decisión generó malestar dentro de Convergencia Social, desde donde se amenazó a Bergia con la expulsión del partido, si no acompañaba la decisión de la mayoría del bloque de reelegir a la entonces presidenta Alicia Mastandrea.
La definición llegó en un ambiente turbulento, donde no faltaron los enfrentamientos cuerpo a cuerpo entre simpatizantes de ambas alianzas, sumados al intento de toma ilegal del Parlamento por parte de la Juventud Radical. Todo terminó con la elección de Bergia como Presidente de la Cámara de Diputados, favorecido por el apoyo brindado por el bloque del PJ, y ante la ausencia del radicalismo en el recinto.
Tras los bochornosos sucesos del Parlamento Chaqueño, Convergencia Social comenzó a poner en marcha el plan de expulsión del partido para Bergia, conforme lo habían anunciado anteriormente, alegando una supuesta inconducta y desobediencia a la orden emitida por la Convención Radical. Fue así que tras varias idas y vueltas, el radicalismo chaqueño formaliza a mediados del año 2010 la expulsión de Bergia del Partido, siendo este acto denunciado por el propio Bergia y sus partidarios, por un aparente mal manejo de la situación, siendo enmarcado en un aparente cuadro de unilateralidad, atribuido a Convergencia Social.
A causa de ello, Bergia y todos los ex-afiliados a la UCR que conformaban la denominada "Lista Naranja Mo-Par" decidieron alejarse de la Alianza Frente de Todos y de la UCR en sí, pero no de la ideología radical, la cual continuarían pregonando a pesar de la exclusión del Partido. De esta forma, el 1 de abril del año 2011, este grupo de dirigentes y militantes anuncia la creación del nuevo partido provincial, el cual mantuvo el nombre de Movimiento de Participación, como así también su acrónimo Mo-Par, poniendo a Juan José Bergia a la cabeza de dicha agrupación. Este nuevo partido político, anunciaría al mismo tiempo su integración a la órbita del Frente Chaco Merece Más, brindando su apoyo al entonces gobernador Jorge Milton Capitanich y terminando de diferenciarse del Frente de Todos. Meses más tarde y una vez afirmado como Partido Político, el Mo-Par muda su nombre a Nuevo Espacio de Participación y su nuevo acrónimo pasa a ser NE-Par.

## Escudo
Inicialmente, para esta agrupación fue tomado como escudo un mapa de la Provincia del Chaco pintado completamente de color naranja (representativo de la ex-límea interna del radicalismo), poniendo a los pies del mismo los emblemas del martillo y la pluma cruzados, utilizados en el escudo de la Unión Cívica Radical, lo que simboliza la ideología del partido de fomentar la cultura y el trabajo en la sociedad. Al mismo tiempo, el escudo es utilizado en el logotipo del partido para dividir al acrónimo MO-PAR, ubicándolo en el medio de ambas abreviaciones. Finalmente y ante una exigencia de la Unión Cívica Radical por el uso del martillo y la pluma, el logotipo vuelve a cambiar sus atributos, siendo reemplazados los mencionados símbolos por un capullo de algodón, a la vez de sumarse nuevos símbolos como ser una bandera de la Provincia del Chaco en degradé, ubicada debajo de las siglas NE-PAR y el mapa provincial ubicado al lado de estas siglas.